# 7º Reggimento fanteria "Cuneo"
Il 7º Reggimento fanteria "Cuneo" è stata un'unità militare dell'Esercito Italiano, di stanza, come sua ultima sede prima dello scioglimento, a Udine, nella Caserma Pio Spaccamela.

## Le origini
Il 7º Reggimento fanteria "Cuneo" deriva dal Reggimento "Nizza" la cui data di origine risale al 16 aprile 1701. In seguito fu denominato Reggimento "La Marina" (1714) e iniziò a fornire il personale al battaglione delle galere.

### Genealogia
- Reggimento di Nizza (1701-1714)
- Reggimento La Marina (1714-1798) [1704-1712 Successione di Spagna; 1718 Sicilia; 1734-1735 Successione di Polonia; 1742-1748 Successione d'Austria; 1792-1796 Piemonte]
- 3ª Mezza Brigata di linea nazione piemontese (1798-1814) [1799 Lombardia]
- Reggimento di "Cuneo" (Torino,, 1814-1815)
- Brigata di "Cuneo" (Torino, Novara, 1815-1831) [1815 Grenoble]
- 1º Reggimento (Brigata "Cuneo") (Novara, Alessandria, Torino, Chambery, Genova, 1831-1839)
- 7º RF (Brigata "Cuneo") (Genova, Alessandria, Milano, sedi varie, 1839-1871) [1848-1849 1ª G. indipendenza; 1855-1856 Crimea; 1859 Liberazione della Lombardia; 1870 Unità d'Italia]
- 7º RF "CUNEO" (Caltanissetta, Milano, Vercelli, Nocera Inferiore, 1871-1881)
- 7º RF (Brigata "Cuneo") (Nocera Inferiore, Roma, Viterbo, Catanzaro, Piacenza, Cuneo, Potenza, Milano, 1881-1926) [1887-1888 Eritrea; 1911-1912 G. italo-turca; 1915-1918 Tonale, Carso, Piave, Gorizia, Vittorio Veneto]
- 7º RF "Cuneo" (Milano, 1926-1943; motto: Legio cuneensis costantissima coeteris fidei signum) [1940-1943 Francia, Grecia]
- 7º BFM "Cuneo" (Artegna, 1975-1976)
- 7º BF "Cuneo" (Udine, Caserma Berghinz e Caserma Lago a Jalmicco 1976-1992)
- 7º Reggimento fanteria "Cuneo" (Udine, Caserma Spaccamela 1993-2001; motto: Legio cuneensis constantissima)

## Storia

### Guerra di successione spagnola

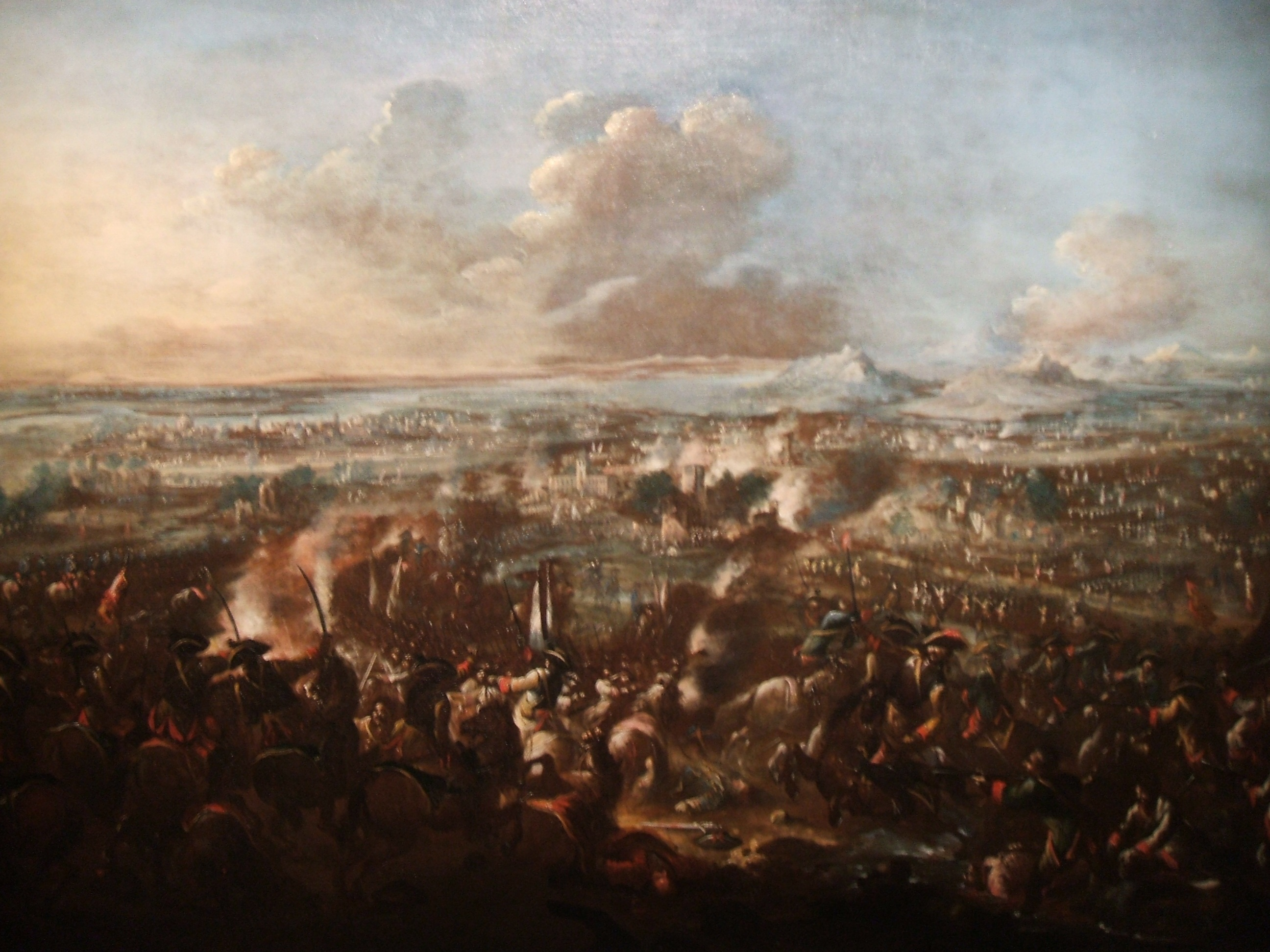
Dipinto raffigurante la battaglia di Torino

Nel 1701-1713 partecipa alle campagne d'armi della guerra di successione spagnola, inizialmente Vittorio Amedeo II di Savoia con il Trattato di Torino (1696) era alleato con i francesi. La situazione politica però presto cambiò: nel 1703 venne dichiarato l'ingresso del Piemonte nella Lega di Augusta con il Trattato di Torino (1703). Il reggimento nel maggio 1706 partecipò alla battaglia di Torino contro i soldati franco-spagnoli.
I Savoia alla fine della guerra con il Trattato di Utrecht si videro restituito il contado di Nizza, ricevettero la Sicilia (e con essa il titolo di Re per Vittorio Amedeo II di Savoia ed i suoi successori), tutta l'alta valle di Susa, Pinerolo e parti del territorio milanese. Nel 1713 il re Vittorio Amedeo II prese possesso dei nuovi territori siciliani (Storia della Sicilia piemontese) e venne seguito anche dal due battaglioni del reggimento "La Marina" che rimasero a presidio sull'isola fino al 1720. Nel 1720 il re Vittorio Amedeo II, con il trattato dell'Aia (20 febbraio 1720) aveva ottenuto l'isola di Sardegna con il titolo di Re di Sardegna in cambio della Sicilia e il Reggimento al completo tornò ad avere sede in Piemonte.

### Guerra di successione polacca
Nel 1733-1735 il reggimento partecipò alle campagne d'armi della guerra di successione polacca al fianco dei francesi a cui il regno di Sardegna e il re Carlo Emanuele III erano alleati contro l'Austria.

### Guerra di successione austriaca
Nel 1742-1748 partecipa alle campagne d'armi della guerra di successione austriaca.

### Guerra franco-piemontese
Dal 1798 non è più legato al Re di Sardegna e nel 1814 il Reggimento di Cuneo torna ad esistere con la denominazione di Brigata "Cuneo". Subisce in seguito una serie di cambi di denominazione che lo portano a chiamarsi dal 1831 1º Reggimento Brigata "Cuneo", dal 1839 7º Reggimento fanteria Brigata "Cuneo

### Risorgimento
Nel 1848 viene assunto dall'Esercito Piemontese l'ordinamento fissato da Napoleone: i Reggimenti si articolano su 4 battaglioni, ciascuno composto da 4 compagnie di 250 uomini, e con questa struttura il 7º partecipa alle campagne risorgimentali. Nella prima guerra d'indipendenza combatte nella Battaglia di Santa Lucia (6 maggio 1848) nella Battaglia di Goito (30 maggio 1848)  nella Battaglia di Pastrengo (30 aprile 1848).
Durante la Seconda guerra d'indipendenza combatté nella Battaglia di Solferino e San Martino del 24 giugno 1859. In tale occasione, alle 9 del mattino, il 2º e 3º Battaglione del 7º Reggimento si distinsero particolarmente, quali protagonisti dell'incontenibile assalto che travolse letteralmente le contrapposte forze austriache, più numerose e in posizioni migliori, portando alla cattura di tre pezzi d'artiglieria e alla temporanea conquista della Contracania, luogo simbolo della Battaglia di San Martino, conteso con sorti alterne per tutta la giornata di combattimenti. In quel giorno cadde eroicamente alla testa del Reggimento il suo comandante, colonnello Luigi Beretta, che per questo fu decorato con la Medaglia d'oro al valor militare alla memoria.
Nel 1871 assume il nome di 7º Reggimento fanteria "Cuneo", dal 1881 nuovamente 7º Reggimento fanteria Brigata "Cuneo".

### Prima guerra mondiale
- 1915 val Camonica
- 1916/1917 fronte dell'Isonzo Oslavia, battaglia di Gorizia, partecipa alla sesta, ottava e decima battaglia dell'Isonzo nelle quali il reggimento subisce forti perdite.
- 1917/1918 dopo la battaglia di Caporetto dall'Isonzo al Piave si attesta sulla fronte del monte Grappa, battaglia di Vittorio Veneto.

### Seconda guerra mondiale
Nel 1939 entra a far parte della 6ª Divisione fanteria "Cuneo"; è sciolto nel settembre del 1943.

## Storia recente

Fregio dell'Arma di Fanteria dell'Esercito Italiano (usato per la Fanteria di Linea)

Il 1º novembre 1975 ha di nuovo vita il 7º Battaglione Fanteria Motorizzato "Cuneo", al quale vengono affidate Bandiera e tradizioni del 7º Reggimento; l'unità dal 12 agosto 1976 prende nome di 7º Battaglione Fanteria "Cuneo" e svolge compiti addestrativi a favore della "fanteria d'arresto". In tale periodo il battaglione era di stanza a Udine presso la caserma "Berghinz", con distaccamento a Jalmicco di Palmanova, caserma "Vinicio Lago", e successivamente alla caserma "Spaccamela" di Udine. Il 29 aprile 1993 il battaglione entra nel ricostituito 7º Reggimento "Cuneo".
Il reggimento si scioglie il 31 maggio 2001 e la sua bandiera di guerra consegnata al Vittoriano a Roma.

## Stemma araldico
Scudo Inquartato: il primo d'oro all'aquila spiegata di nero, caricata in cuore di uno scudetto ovale di rosso alla croce d'argento; il secondo d'azzurro al silfio d'oro reciso, cimato da una stella (5) d'argento; il terzo d'azzurro ai monti all'italiana d'argento cimato da una stella (5) dello stesso; il quarto di rosso al palo di nero, caricato dell'elmo di Scanderbeg; in cuore uno scudetto anche d'argento caricato di un'ancora nera.
Corona turrita.
Ornamenti esteriori:
lista bifida: d'oro, svolazzante, collocata sotto la punta dello scudo, incurvata con la concavità rivolta verso l'alto, riportante il motto: "LEGIO CUNEENSIS CONSTANTISSIMA"
onorificenza: accollata alla punta dello scudo con l'insegna dell'Ordine Militare d'Italia pendente al centro del nastro con i colori della stessa.
nastri rappresentativi delle ricompense al Valore: annodati nella parte centrale non visibile della corona turrita, scendenti svolazzanti in sbarra ed in banda dal punto predetto, passando dietro la parte superiore dello scudo.

## Insegne e simboli
Il Reggimento indossava il fregio della Fanteria (composto da due fucili incrociati sormontati da una bomba con una fiamma dritta). Al centro nel tondino è riportato il numero "7".
Le mostrine del reggimento erano rettangolari, come tutte quelle di Reparti di Fanteria, di colore cremisi; derivano dai risvolti e dalle guarniture (mostre) che ornavano le antiche uniformi sabaude, i cui colori cambiavano da reggimento a reggimento. Le mostrine di Fanteria Fuori Corpo sono invece rosse a due fiamme. Alla base della mostrina si trova la stella argentata a 5 punte bordata di nero, simbolo delle forze armate italiane.
Una curiosità: fino alla seconda metà degli anni Ottanta, gli ex militari del 7' Reggimento Fanteria "Cuneo", reduci del Secondo conflitto mondiale, pubblicarono una rivista plurimensile intitolata, appunto per via del loro colore, "Mostrine Cremisi".
In quel periodo uscì anche un libro di loro ricordi dal titolo "7' Cuneo. Il Reggimento di Milano", in quanto presente nel capoluogo lombardo per molti anni dalla Grande Guerra.
Una lapide posta all'ingresso della loro antica Caserma, poi Sede del locale Comando P.S. ricorda quel periodo.

## Campagne di guerra
- 1855-56 Guerra di Crimea
- 1859 Seconda guerra di indipendenza
- 1866 Terza guerra di indipendenza
- 1870 Roma
- 1887-88 Eritrea
- 1911-12 Libia
- 1915-18 Prima guerra mondiale
- 1940-43 Seconda guerra mondiale

## La marcia
- LA FIAMMA ROSSA
- La fiamma rossa che giammai si spegnerà,
- l'antica fede i nostri passi guiderà,
- bandiere stendardi vessili nel cuor
- al ciel porteremo con fervido ardor
- e il cielo degli eroi ci accoglierà.
- La sabbia del deserto attraversammo un di,
- la neve della steppa calpestammo allor,
- l'Italia rinnova nei giovani cuor
- l'antica promessa di fede e di ardor
- e il cielo degli eroi ci accoglierà.
  -     -       -         -           -             -               - Il Piave è sacro l'han scritto i nostri nonni,
              - la compagnia dei nostri verdi anni,
              - marciam cantando e mai saremo stanchi,
              - Il Piave è sacro, il Piave avanti,
              - Il Piave è sacro, il Piave avanti.
- Color del sangue portiamo i fazzoletti,
- così fu il Piave che ha visto guerre e lutti,
- la sua potenza nessuno mai fermò,
- così fu il Piave che avanti mormorò
- bum bum bum.
  -     -       -         -           -             -               - Il Piave è sacro l'han scritto i nostri nonni,
              - la compagnia dei nostri verdi anni,
              - marciam cantando e mai saremo stanchi,
              - Il Piave è sacro, il Piave avanti,
              - Il Piave è sacro, il Piave avanti.